# Waterbergingsgebied

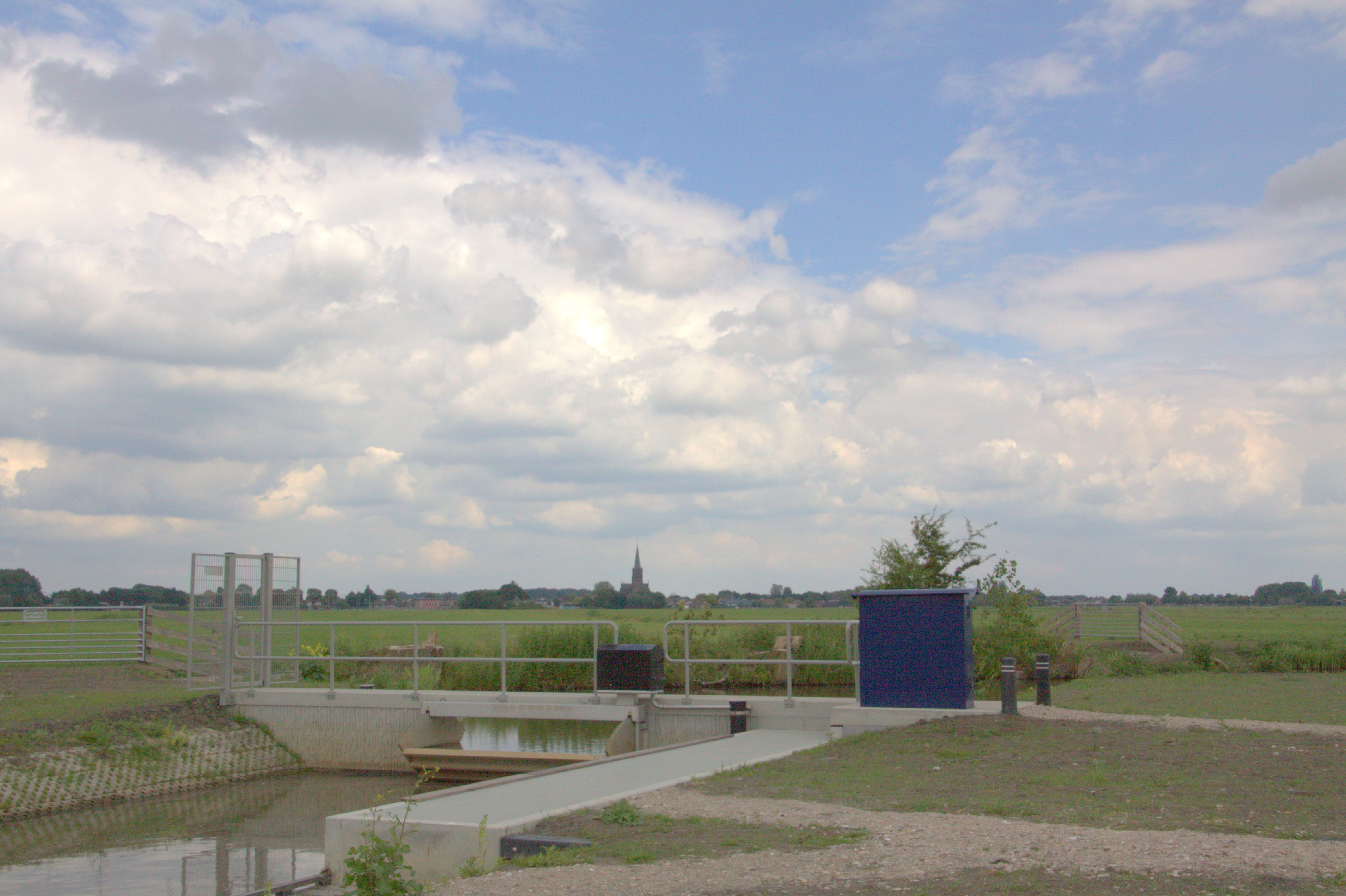
Waterbergingsgebied nabij Schalkwijk

Een waterbergingsgebied is een gebied dat dient om (tijdelijk) water te bergen teneinde overstromingen of andere wateroverlast te voorkomen en tegelijk watertekorten tegen te gaan.
Na de problemen met overstroming en andere vormen van wateroverlast in de laatste decennia van de 20e eeuw is men zich gaan bezinnen op een andere aanpak van waterbeheer. De voorziene klimaatverandering zou een ander beheer vereisen, zo verwachtte men, omdat de grotere regenval op sommige momenten tot een zodanige peilverhoging van rivieren zou kunnen leiden dat overstromingen onvermijdelijk waren. Om het water op te vangen zouden er op verschillende plaatsen in Nederland gebieden aangewezen moeten worden die permanent of tijdelijk als opvanggebied van water moesten dienen. In het begin van de eenentwintigste eeuw zijn verscheidene van deze gebieden aangelegd.

## Functiecombinatie
Waterbergingsgebieden hebben vaak ook andere functies. In het bijzonder kunnen ze dienen als natuurgebied en recreatiegebied. De waterbergingsgebieden die alleen in noodgevallen als zodanig functioneren kunnen deels hun oorspronkelijke (doorgaans landbouwkundige) functie behouden.

## Inrichting
De aanleg van een waterbergingsgebied gaat gepaard met het aanleggen van kades, de aanpassing van wegen en waterwegen en de verplaatsing van grond. Daarnaast worden vaak speciale recreatievoorzieningen en voorzieningen ten bate van dier- en plantensoorten aangelegd, zoals vispassages en andere ecologische verbindingszones.

## Voorbeelden
In verschillende delen van Nederland zijn waterbergingsgebieden aangelegd. In Drenthe is De Onlanden, een circa 2500 ha groot waterbergings- en natuurgebied, aangelegd en beheerd door onder meer het waterschap Noorderzijlvest, de Dienst Landelijk Gebied, Natuurmonumenten en Staatsbosbeheer. De bergingscapaciteit zal 9 miljoen kuub water bedragen.
Op andere plaatsen zijn kleinere waterbergingsgebieden tot stand gekomen. Voorbeelden zijn het waterbergingsgebied Ham-Havelt bij Veghel door het Waterschap Aa en Maas, dat bij de Regge in de regio Almelo-Wierden door het Waterschap Regge en Dinkel, het Waterbergings- en inundatiegebied Blokhoven op het Eiland van Schalkwijk door Hoogheemraadschap De Stichtse Rijnlanden, het natuur- en waterbergingsgebied Beulakerpolder in De Wieden bij Giethoorn door Waterschap Reest en Wieden en de gebieden in de Neder-Betuwe door Waterschap Rivierenland.